# Enzymcomplex
Een enzymcomplex is een geheel van verschillende enzymen die samen een biologische functie hebben. Voorbeelden zijn het DNA-polymerase en het ribosoom. Bepaalde eiwitten binnen dit complex kunnen wel een subfunctie hebben, bijvoorbeeld een receptorfunctie die de activiteit van het gehele complex beïnvloedt.